# Rock im Park
Rock im Park est un festival allemand de rock, organisé à Nuremberg.

## Histoire
Depuis 1993, un festival de rock a lieu dans le sud en tant qu'événement parallèle à Rock am Ring à l'ouest. Le premier site est Vienne en 1993 sous le nom de Rock in Vienna. En 1994, le festival a lieu sous le nom de Rock in Riem à l'ancien aéroport de Munich-Riem. Depuis la première édition à Munich, les organisateurs sont les entreprises ARGO Konzerte GmbH et Marek Lieberberg Konzertagentur GmbH & Co. KG. En 1995, le festival déménage sous le nom de Rock im Park dans le stade olympique et le Parc olympique de Munich, où il a également lieu en 1996.
L'édition 2010 attire environ 60 500 spectateurs. Cependant, bien que le festival a attiré à peu près le même nombre de spectateurs qu'en 2007, il n'affiche pas complet en 2010. Cela s'explique notamment par le fait que l'espace réservé aux spectateurs de l'Alternastage a été légèrement agrandi, ce qui aurait permis de mettre en vente plus de billets que les années précédentes. Pour son anniversaire, le festival s'est déroulé sur quatre jours en 2010.
En 2012, Rock im Park affiche complet pour la première fois depuis 2008. Trois mois avant le festival, tous les billets de trois jours étaient déjà épuisés. En 2017, le festival affiche de nouveau complet et un nouveau record de fréquentation est établi avec 88 500 visiteurs.
Le 16 avril 2020, l'organisateur annonce que les deux festivals Rock im Park et Rock am Ring 2020 seraient annulés jusqu'au 31 août en raison de l'interdiction de tous les grands événements dans le cadre des mesures visant à endiguer la pandémie de Covid-19. Les billets déjà achetés pouvaient être échangés gratuitement pour le festival correspondant de l'année suivante. De manière alternative, un remboursement complet du prix d'achat est proposé à partir du 15 juillet 2020. Il ne devait y avoir aucun changement dans les têtes d'affiche prévues. L'organisateur déclare le 25 septembre 2020 que la plupart des détenteurs de billets avaient profité de la possibilité d'échange et qu'il ne restait donc plus qu'un contingent de billets disponibles pour la prévente. Le 10 mars 2021, l'annulation des deux festivals frères pour l'année 2021 est annoncée « dans le contexte d'une situation sanitaire toujours incertaine ». En raison de cette nouvelle annulation, le festival est placé en avril 2021 par le Conseil culturel allemand dans le niveau d'alerte de la liste rouge 2.0.

## Galerie

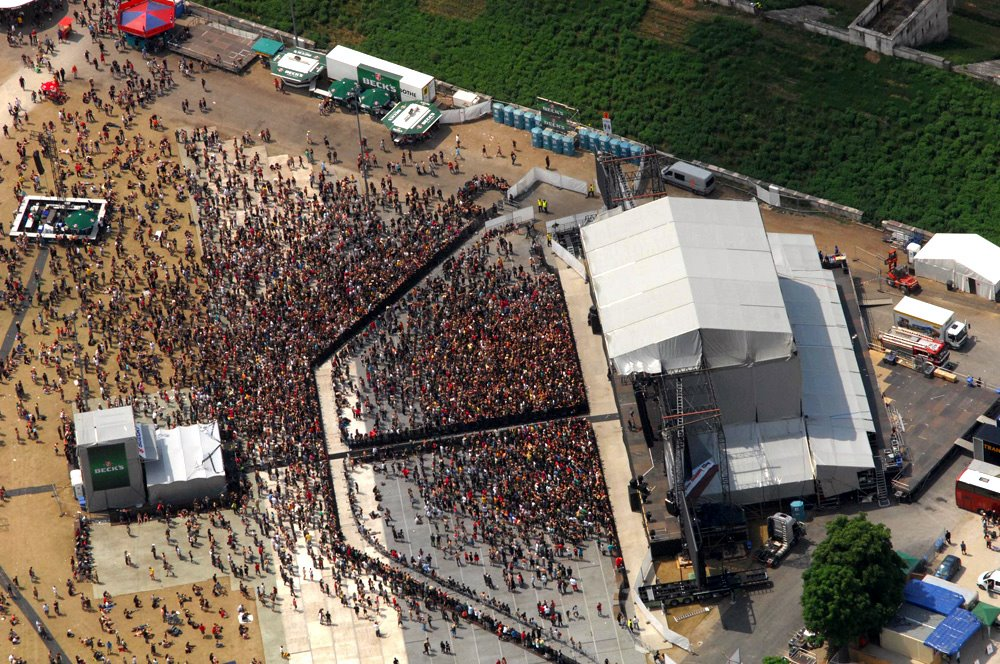
Rock im Park 2008.
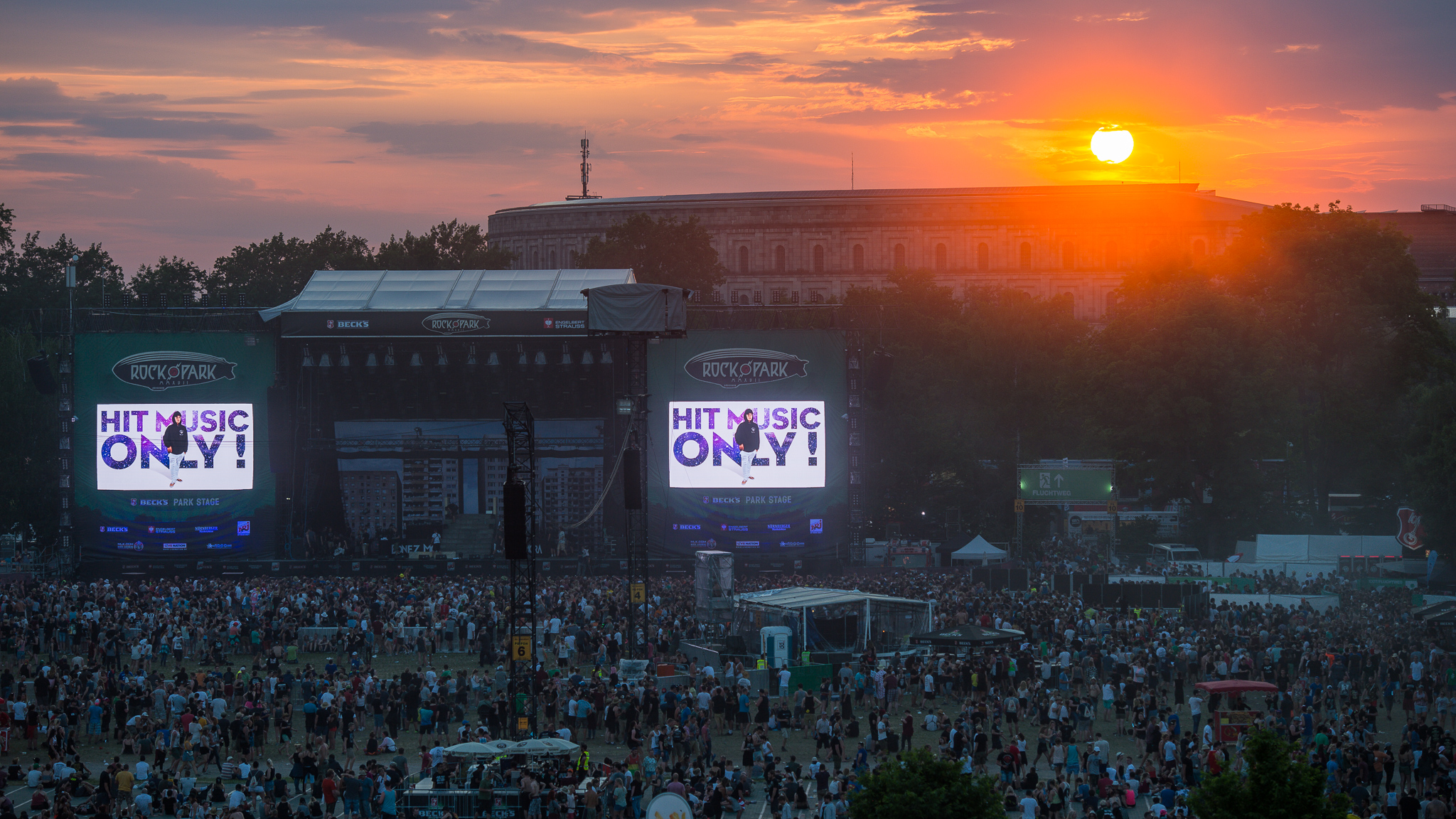
Park Stage, 2017.